# مديرية الرئيسية الثانية عشرة بوزارة الدفاع الروسية
المديرية الرئيسية الثانية عشرة بوزارة الدفاع الروسية هي الجهاز الذي مسؤول عن صيانة الرؤوس الحربية النووية ومكافحة الإرهاب النووي. في مقابل لمديرية المخابرات الرئيسية، المديرية الرئيسية الثانية عشرة ليست ضمن هيئة الأركان العامة للقوات المسلحة الروسية، بل ضمن وزارة الدفاع الروسية نفسها، لذلك المديرية الرئيسية الثانية عشرة مسؤولة ليس أمام رئيس هيئة الأركان العامة للقوات المسلحة للاتحاد الروسي، بل مسؤولة مباشرةً أمام وزير الدفاع الروسي، فالمديرية الرئيسية الثانية عشرة أعلى موقفًا من مديرية المخابرات الرئيسية. يخرج ضباط المديرية الرئيسية الثانية عشرة في أكاديمية بطرس الأكبر لقوات الصواريخ الاستراتيجية الروسية وأكاديمية دزيرجينسكي العسكرية على الأغلب. هناك وحدة مستقلة ضمن المديرية الرئيسية الثانية عشرة، اسمها خدمة التحكم الخاصة ومعروفة أيضًا كالاستخبارات النووية وهي مكلفة بجمع المعلومات الاستخبارية عن الأسلحة النووية العدوية (خاصةً عن التجارب النووية) بكل الوسائل الممكنة.